# 日本北部的绳纹史前遗址群
日本北部的绳纹史前遗址群（日语：／）是位于日本北海道和北东北的绳纹时代考古遗址群。由17处遗迹组成的遗址群生动地展示了绳纹时代日本人的生活状况以及绳纹时代不同时期的文化特征。日本北部的绳纹史前遗址群于2009年被列入日本申报世界文化遗产预备名单，并于2021年7月27日在中华人民共和国福州召开的第44届世界遗产大会上被列为世界文化遗产。

## 概要
绳纹时代始于公元前13000年左右，公元前400年结束。绳纹文化属于新石器时代文化。绳纹时期日本人的主要生产活动是狩猎、捕鱼和采集，与以农业和畜牧业为主的其他新石器时代文化不同。绳纹人在约一万五千年前开始了定居式生活，并居住在由竖穴式房屋组成的聚落中。绳纹时期的陶器被普遍认为是日本最古老的陶器，最早的土器碎片于1998年在大平山元遗迹发现。绳纹陶器主要用于加工和贮藏食物。
日本北部的绳纹史前遗址群分布在日本列岛的北海道和东北地方，由17处遗迹组成。遗产点包括聚落、墓地、祭祀场所、列石和土堆，覆盖山区、丘陵、平原、低地、内陆海湾、湖泊和河流的多种地理环境。遗迹群的三内丸山遗址是日本绳纹时期最大的聚落遗址之一。

## 构成
| 编号     | 名称             | 图片 | 市町     | 道县   | 坐标                                            |
| -------- | ---------------- | ---- | -------- | ------ | ----------------------------------------------- |
| 1632-001 | 大平山元遗迹     |      | 外滨町   | 青森县 | 41°03′56″N 140°33′08″E / 41.06556°N 140.55222°E |
| 1632-002 | 垣之岛遗迹       |      | 函馆市   | 北海道 | 41°55′45″N 140°56′54″E / 41.92917°N 140.94833°E |
| 1632-003 | 北黄金贝冢       |      | 伊达市   | 北海道 | 42°24′08″N 140°54′42″E / 42.40222°N 140.91167°E |
| 1632-004 | 田小屋野贝冢     |      | 津轻市   | 青森县 | 40°53′16″N 140°20′16″E / 40.88778°N 140.33778°E |
| 1632-005 | 二森贝冢         |      | 七户町   | 青森县 | 40°44′55″N 141°13′45″E / 40.74861°N 141.22917°E |
| 1632-006 | 三内丸山遗址     |      | 青森市   | 青森县 | 40°48′37″N 140°41′56″E / 40.81028°N 140.69889°E |
| 1632-007 | 大船遗迹         |      | 函馆市   | 北海道 | 41°57′27″N 140°55′30″E / 41.95750°N 140.92500°E |
| 1632-008 | 御所野遗迹       |      | 一户町   | 岩手县 | 40°11′53″N 141°18′21″E / 40.19806°N 141.30583°E |
| 1632-009 | 入江贝冢         |      | 洞爷湖町 | 北海道 | 42°32′34″N 140°46′31″E / 42.54278°N 140.77528°E |
| 1632-010 | 小牧野遗迹       |      | 青森市   | 青森县 | 40°44′15″N 140°43′40″E / 40.73750°N 140.72778°E |
| 1632-011 | 伊势堂岱遗迹     |      | 北秋田市 | 秋田县 | 40°12′11″N 140°20′48″E / 40.20306°N 140.34667°E |
| 1632-012 | 大汤环状列石     |      | 鹿角市   | 秋田县 | 40°16′17″N 140°48′16″E / 40.27139°N 140.80444°E |
| 1632-013 | 九州周堤墓群     |      | 千岁市   | 北海道 | 42°53′12″N 141°43′00″E / 42.88667°N 141.71667°E |
| 1632-014 | 大森胜山遗迹     |      | 弘前市   | 青森县 | 40°41′56″N 140°21′30″E / 40.69889°N 140.35833°E |
| 1632-015 | 高砂贝冢         |      | 洞爷湖町 | 北海道 | 42°32′48″N 140°46′11″E / 42.54667°N 140.76972°E |
| 1632-016 | 龟冈石器时代遗迹 |      | 津轻市   | 青森县 | 40°53′02″N 140°20′12″E / 40.88389°N 140.33667°E |
| 1632-017 | 是川石器时代遗迹 |      | 八户市   | 青森县 | 40°28′25″N 141°29′27″E / 40.47361°N 141.49083°E |

## 登录基准
该世界遗产被认为满足世界遺產登錄基準中的以下基準而予以登錄：
- （iii）呈现有关现存或者已经消失的文化传统、文明的独特或稀有之证据。
- （v）代表某一个或数个文化的人类传统聚落或土地使用，提供出色的典范－特别是因为难以抗拒的历史潮流而处于消灭危机的场合。